# Operacija Tigar
Operacija Tigar je oslobodilačka operacija Hrvatske vojske tijekom Domovinskog rata. Operacija je trajala od 4. – 13. srpnja 1992., a cilj je bio izvršiti deblokadu Dubrovnika. 

## Vojne jedinice koje su sudjelovale
U operaciji su sudjelovale:
- 1. brigada, poznatija kao Tigrovi
- 2. brigada - Gromovi
- 4. brigada (poslije nazvana Pauci) po legendarnom Andriji Matijašu Pauku i
- Borbena skupina Vojne policije
- 163. dubrovačka pričuvna brigada
- 116. neretvanska pričuvna pukovnija
- 148. trnjanska brigada
- 115. R imotska brigada
- 156. brigada HV
- 145. brigada HV
- 1 strd pzo Bjelovar

## Ciljevi operacije
Prva (gardijska) brigada s polazne crte Zavala-Slano napreduje, zauzimajući vrhove brda: Kobilje brdo, Ovča i Vranilova glava, Čula i Timun, te zauzima sela Kutina, Nevada i Začula. Cilj je bio ovladati dominantnim visovima, s kojih se nadzire Popovo polje. Neprijatelj se žilavo branio i izvodio protunapade. 
Zadaća 4. (gardijske) brigade je bila zauzimanje ključnih vrhova s kojih su ugrožavani prilazi Dubrovniku: Golubova kamena, Meterniza i Debele glave. Samo Golubov kamen napadali su više puta i izgubili šest ljudi, zatim smjelim napadom koji vodi Pauk zauzimaju topničko uporište Uskoplje.
Druga (gardijska) brigada kreće s linije Knežica-Brgat-Makoše, sa zapada prema Donjem Brgatu, te zauzimaju Ivanicu. 
Važnost operacije Tigar je u nadzoru Popovog polja, pritisku prema Trebinju, deblokadi prilaza Dubrovniku a, naposljetku, i stvorenoj operativnoj dubini koja je omogućavala napredovanje prema Konavlima.
Napredovanje snaga HV-a bilo je povezano s problemima koje je trebalo riješiti u hodu. Većina snaga koja je počela pristizati u travnju 1992. g. stigla je iz ravničarskih krajeva. Zauzimanje čuka zahtijevalo je poznavanje terena, nedostajalo je vojnih karata, mještani-vodiči pomažu postrojbama. Ovdje su stasali prirodni vođe - zapovjednici kao izuzetni Damir Tomljanović Gavran, voljen i poštovan od svojih vojnika, neočekivanim manevrom vodeći satniju prema Čepikućama izaziva povlačanje neprijatelja. Rastresit raspored snaga stvarao je logistici probleme. Na kamenitom terenu po eksploziji granate osim gelera lete i komadi kamena što pojačava uništavajući učinak. Ubije te geler, ubije te kamen... Teško je opisati poteškoće zbog neprohodnosti u zbrinjavanju ranjenih, pri njihovom prijenosu do saniteta. Pogibalo se zbog povreda koje bi se u normalnim prilikama brzo i jednostavno sanirale. Ljudi su to znali i uz iznimna psihofizička naprezanja napreduju. Postoji realna mogućnost da na tom području još ima ostataka tijela naših vojnika, koja zbog teškog terena i protuudara nisu izvučena.
Da bi se moglo pisati o Domovinskom ratu, osim sudjelovanja potrebna je i literatura. Knjiga generala Janka Bobetka “Sve moje bitke”, rijedak je izvor podataka o Južnom bojištu i izvornih promišljanja. Posebna je priča Ratka Dragovića Kleka, zapovjednika izvidnika Tigrova, koji u svojim knjigama svjedoči o Domovinskom ratu. Njegova knjiga Ćukovi izvidnici pruža taktički osjećaj Južnog bojišta. Ovo su pravi povijesni izvori, stoga nema potrebe za vremenskim odmakom, jer u nedostatku znanstvenog izazova u Hrvatskoj, povijest će nam pisati drugi. Snage HV-a upotrebljavane su u dva ešalona i to A brigada i pričuvnih postrojba. Profesionalne A brigade korištene su za proboje u dubinu u raznim oblicima od satnija do manjih udarnih skupina, dok su im pričuvne postrojbe čuvale bokove, bile strateška rezerva ili preuzimale položaje. Baš ovdje u teškim uvjetima za ratovanje došla je do izražaja kakvoća A brigada, a istodobno ograničena vrijednost nepripremljenih pričuvnih brigada iz drugih krajeva Hrvatske, a general Bobetko, pokazuje značaj vojskovođe koji iz spoznaje o svojim snagama pobjeđuje.

## Vanjske poveznice
- za daljnje čitanje: Operacija Tigar  Arhivirana inačica izvorne stranice od 20. travnja 2011. (Wayback Machine)